# Chú Santos
Francisleide dos Santos Barbosa (sinh ngày 27 tháng 2 năm 1990), được gọi là Chú Santos hay Chú, là một cầu thủ bóng đá chuyên nghiệp người Brasil chơi trong vai trò một tiền đạo cho đội tuyển bóng đá nữ quốc gia Brasil và đội bóng São José Esporte Clube.

## Sự nghiệp bóng đá
Francisleide dos Santos Barbosa sinh ra ở Rio de Janeiro, Brasil, vào ngày 27 tháng 2 năm 1990. Cô được biết đến nhiều hơn với tên Chú Santos, hay đơn giản là Chú. Khi cô được bảy tuổi, Santos nói với ông nội rằng cô rất thích chơi bóng đá; để đáp lại, ông đưa cô đến một trường đào tạo. Ban đầu cô ấy nói rằng môn thể thao này chỉ dành cho nam, nhưng Santos tiếp tục theo đuổi sự nghiệp của cô. Cô là một thành viên của đội bóng São José Esporte Clube giành chức vô địch Câu lạc bộ Nữ Quốc tế, đánh bại Arsenal của Anh trong trận chung kết. Đây là lần đầu tiên một đội Brasil thắng giải.
Trong năm 2015, cô được sắp xếp trở thành một thành viên của đội hình ban đầu của đội bóng nữ hợp nhất giữa câu lạc bộ thể thao Corinthians Paulista và Grêmio Osasco Audax Esporte Clube, được gọi là Corinthians / Audax. Khi đội ra mắt tại Copa do Brasil de Futebol Feminino, Santos ghi được 5 bàn trong trận thắng 9-0 trước Pinheirense Esporte Clube. Santos ghi thêm hai bàn thắng trong hai trận đấu tiếp theo trong giải đấu, Đội tiếp tục giành chiến thắng trong giải đấu, tổng cộng Santos ghi 12 bàn trong một giải đấu, khiến cô trở thành cầu thủ ghi bàn hàng đầu. Kỷ lục về số bàn thắng ghi được trong giải đấu, được giữ bởi Marta, với 18.
Sau đó, cô ký hợp đồng với câu lạc bộ Đan Mạch Fortuna Hjørring, người quản lý Brian Sørensen, mô tả cô là "một người chơi hoàn hoản". Trong thời gian ở Đan Mạch, cô chỉ chơi trong hai trận đấu; cả hai đều là trận tứ kết của Giải Bóng đá Nữ Vô địch Câu lạc bộ châu Âu với Manchester City W.F.C. của Anh. Santos sau đó rời khỏ Sao Jose.